# Хлопенево
Хлопенево — деревня в Пушкинском районе Московской области России, входит в состав городского поселения Софрино. Население — 0 чел. (2010).

## География
Расположена на севере Московской области, в северо-западной части Пушкинского района, у границы с Дмитровским районом, примерно в 20 км к северу от центра города Пушкино и 33 км от Московской кольцевой автодороги, в 4 км к северу от Московского малого кольца А107. К деревне приписано два садоводческих товарищества.
Ближайшие населённые пункты — деревни Балабаново, Благодать и Мартьянково. Связана автобусным сообщением со станцией Правда Ярославского направления Московской железной дороги. Рядом с деревней берёт начало впадающая в Яхрому небольшая река Нагуша (бассейн Дубны).

## Население
| 1859 | 1890 | 1899 | 1926 | 2002 | 2006 | 2010 |
| ---- | ---- | ---- | ---- | ---- | ---- | ---- |
| 70   | ↗81  | ↘76  | ↗129 | ↘3   | ↗4   | ↘0   |

## История
Упоминается в писцовой книге Московского государства 16 века (1573-1574 гг.)
В «Списке населённых мест» 1862 года — владельческая деревня 1-го стана Дмитровского уезда Московской губернии по правую сторону Московско-Ярославского шоссе (из Ярославля в Москву), в 20 верстах от уездного города и 20 верстах от становой квартиры, при прудах и колодце, с 10 дворами и 70 жителями (33 мужчины, 37 женщин).
По данным на 1890 год — деревня Ильинской волости Дмитровского уезда с 81 жителем.
В 1913 году — 15 дворов и имение Хлопинских.
По материалам Всесоюзной переписи населения 1926 года — деревня Алёшинского сельсовета Софринской волости Сергиевского уезда Московской губернии в 14,9 км от Ярославского шоссе и 12,8 км от станции Софрино Северной железной дороги, проживало 129 жителей (57 мужчин, 72 женщины), насчитывалось 23 крестьянских хозяйства.
С 1929 года — населённый пункт в составе Пушкинского района Московского округа Московской области. Постановлением ЦИК и СНК от 23 июля 1930 года округа как административно-территориальные единицы были ликвидированы.
Административная принадлежность
1929—1957 гг. — деревня Алёшинского сельсовета Пушкинского района.
1957—1959 гг. — деревня Алёшинского сельсовета Мытищинского района.
1959—1960 гг. — деревня Первомайского сельсовета Мытищинского района.
1960—1962 гг. — деревня Первомайского сельсовета Калининградского района.
1962—1963, 1965—1994 гг. — деревня Майского сельсовета Пушкинского района.
1963—1965 гг. — деревня Майского сельсовета Мытищинского укрупнённого сельского района.
1994—2006 гг. — деревня Майского сельского округа Пушкинского района.
С 2006 года — деревня городского поселения Софрино Пушкинского муниципального района Московской области.